# Confessa
«Confessa» (с итал. — «Признайся») — известная композиция итальянского певца и киноактёра Адриано Челентано, выпущенная в 2002 году как первый сингл из альбома Per sempre. Является одной из самых популярных и «узнаваемых» работ Челентано у российского слушателя.
Согласно хит-параду сайта Celentano.ru, песня считается самой удачной работой Челентано 2000-х годов. Несмотря на огромную популярность песни в странах СНГ, сам Челентано относится к этой композиции довольно прохладно и даже не включил её ни в один свой сборник.
Первый и единственный раз Адриано исполнил композицию в одном из выпусков программы Джанни Моранди Uno di noi, в которой был гостем, в конце 2002 года.

## Клип
В конце 2002 года на DVD-диске, прилагающемся к специальному изданию альбома Per sempre, был выпущен музыкальный клип на данную композицию. Видео несёт в себе историю грустной любви пожилого итальянца к девушке.
Существуют две версии клипа. Первая чаще транслируется музыкальными каналами и выпущена на официальном DVD к альбому Per sempre. Но десять лет спустя после выхода альбома, в 2012 году, на официальном канале Адриано Челентано (youtube.com/Celentanoofficial) появилась абсолютно другая версия клипа, которая существенно отличается от предыдущей — как монтажом, так и ракурсами.

### Художественные особенности
Видеоклип имеет интересные визуальные решения: чёрно-белые и цветные фрагменты ролика перемежаются с кадрами, снятыми с использованием специального фиолетового фильтра (этот приём так полюбился исполнителю, что он использовал его и в своих дальнейших работах — например, в клипах «Per sempre», «Quel casinha» и «Sognando Chernobyl»).

## Кавер-версии и пародии
На песню «Confessa» делали каверы многие исполнители:
- Александр Буйнов, выпустивший в 2010 году свою кавер-версию и клип под названием «Зачем»[4];
- Денис Болдышев, исполнив её на фестивале «Новая волна» в 2005 году[5];
- Греческий исполнитель Костас Македонас[6];
- Александр Розенбаум, «О тебе»;
- Фрагмент песни был исполнен Александром Чистяковым, одним из конкурсантов фестиваля пародий «Большая разница» 2010 года.
- Песня «У иконы святой» российского исполнителя Витаса является нелицензионным кавером композиции, в которой музыка оставлена без изменений, а итальянский текст заменён на русский.
- Композиция была спародирована во время новогоднего «Оливье-шоу 2010/2011» на Первом канале. Была исполнена от лица Деда Мороза, который устал от новогодних праздников, ёлок, детей и подарков. Композиция также неоднократно исполнялась на украинском конкурсе «X-Фактор» и других талант-шоу.